# Église San Tommaso in Formis
L'église San Tommaso in Formis (en français : église Saint-Thomas-à-Formis) est une église romaine située dans le rione de Celio sur la via San Paolo della Croce. Elle fut construite sur le côté de l'Aqueduc Claudien, d'où l'épithète in formis (Formae Claudiae signifiant en latin les Canalisations de Claude, autrement dit l'Aqueduc Claudien); elle est dédiée à l'apôtre Thomas.

## Historique

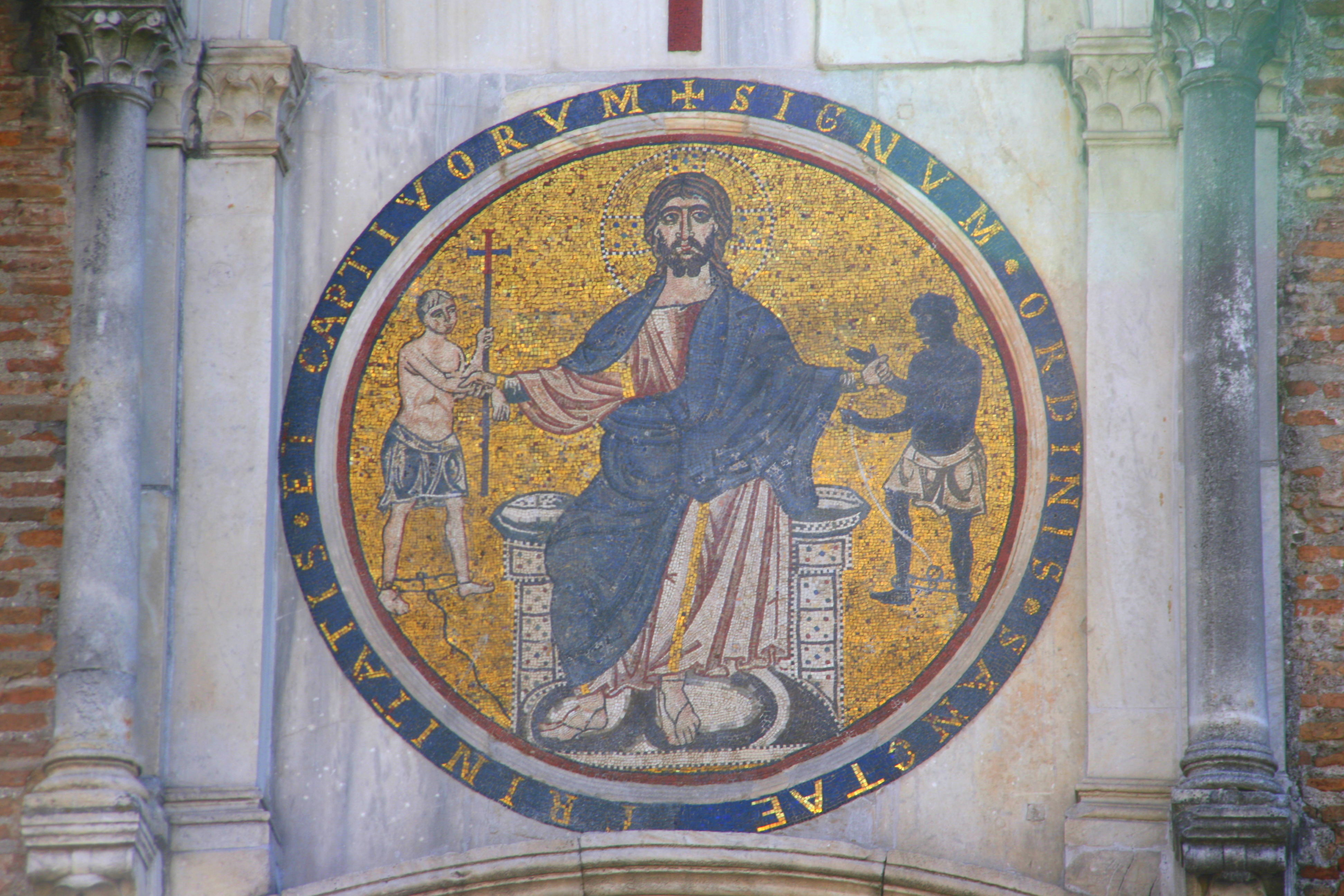
Mosaïque de Lorenzo Cosmati, XIIIe siècle, extérieur de l’église.

Les origines de l'église remonteraient au Xe siècle avec sa première mention certaine faite par le pape Innocent III en 1209 lors de son rattachement au monastère de l'ordre de la Trinité, fondé par Jean de Matha qui habita l'église à cette époque et lui donna fonction d'hospice pour les pauvres et pèlerins. À sa mort Jean de Matha fut enterré quelques années dans l'église avant que ses restes soient transportés en Espagne. À partir de 1380, l'église est progressivement laissée à l'abandon, jusqu'en 1532 date d'une première restauration et 1571 où le pape Pie V la redonne aux Trinitaires, qui progressivement récupéreront les terrains et bâtiments perdus.
L'église est totalement reconstruite à partir de 1663 en bordure de la villa Celimontana, et gardera sa forme actuelle.

## Architecture et décorations
L'intérieur de l'église est à nef unique et le maître-autel accueille une peinture moderne de Aronne del Vecchio représentant Gesù che invia san Giovanni de Matha. Les sept vitraux de l'église datent de 2000 et sont l'œuvre de Samuele Pulcini.

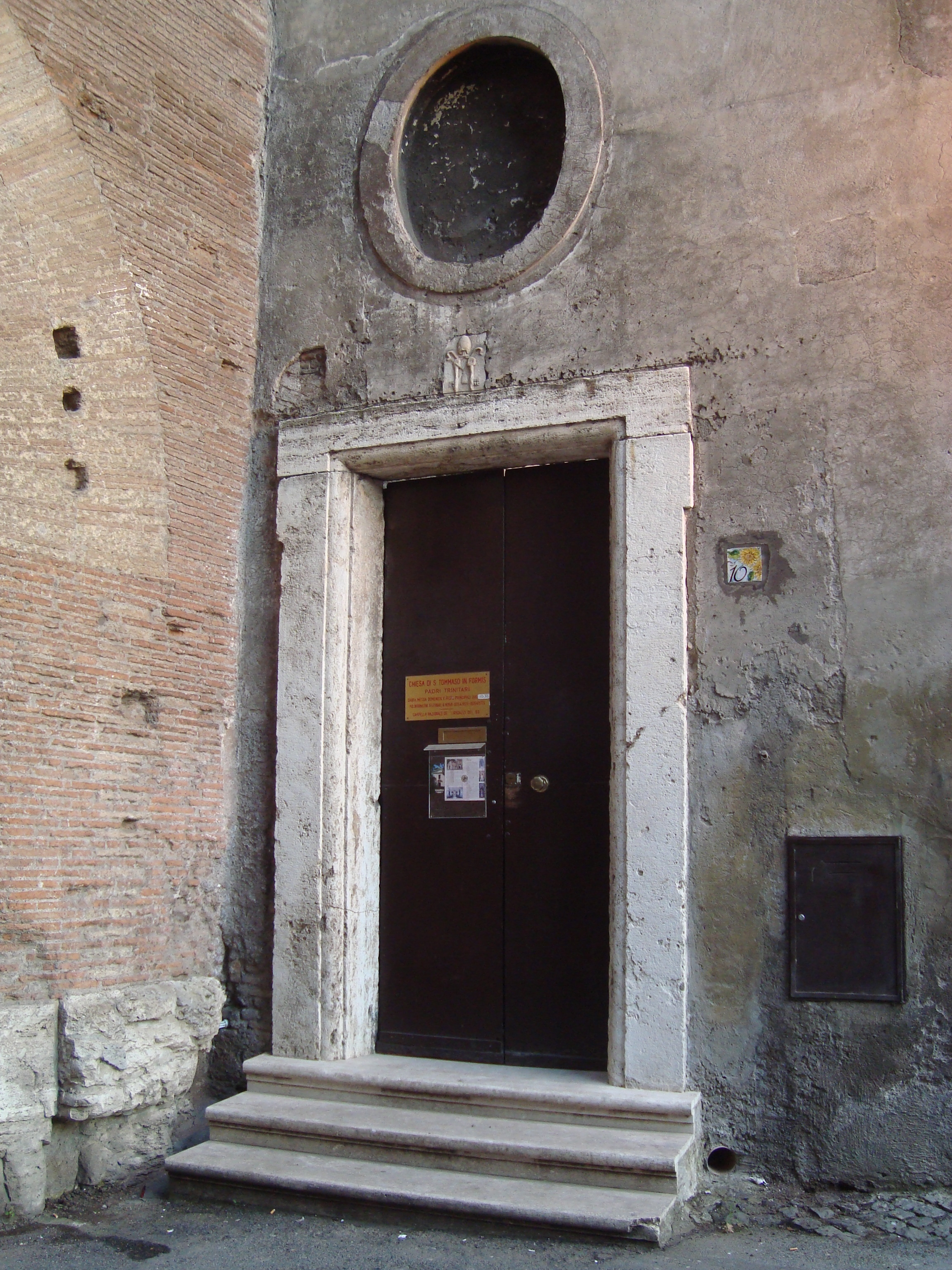
Entrée sur la rue au niveau de la porta Caelimontana
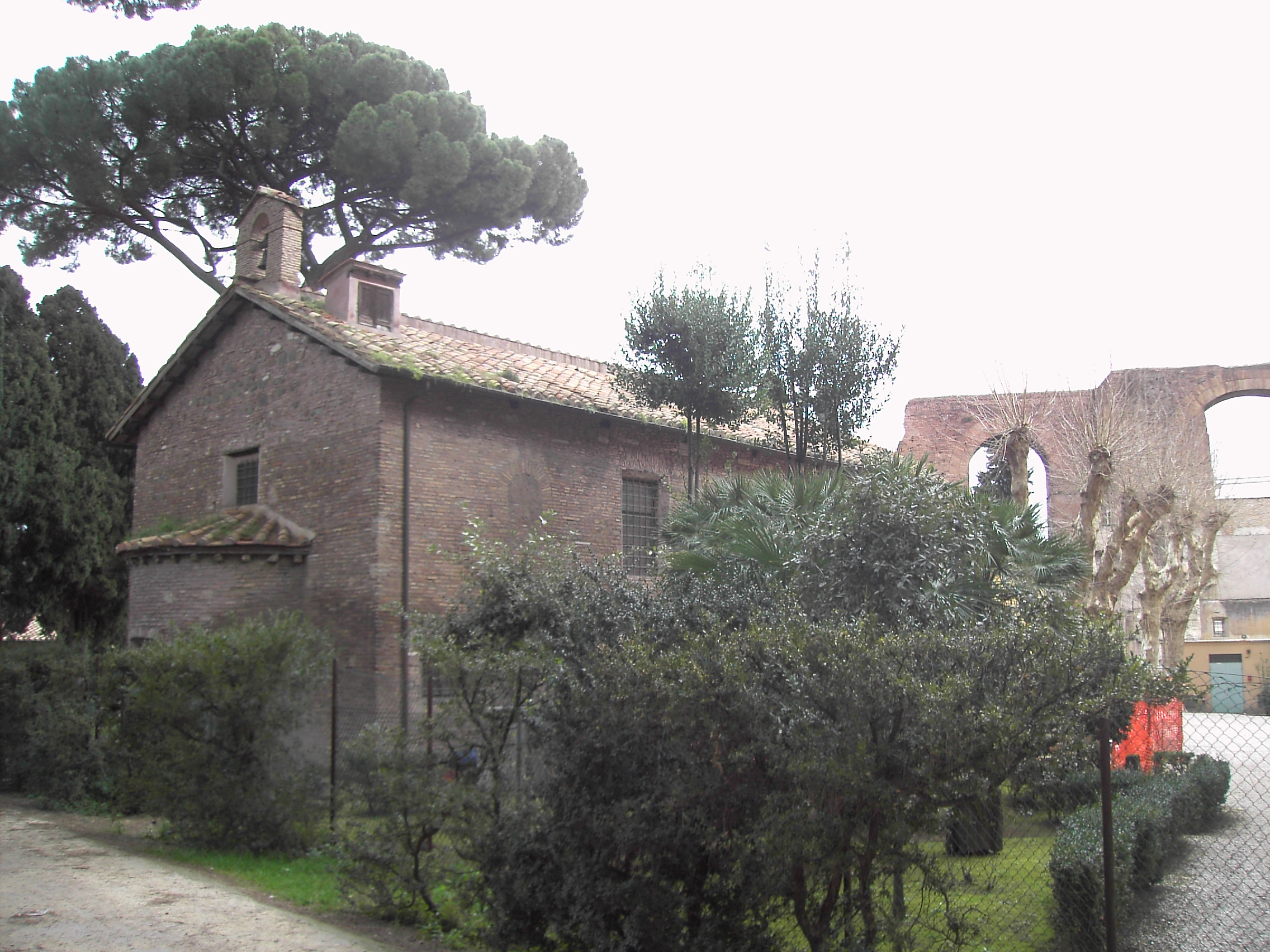
Vue latérale depuis la villa Celimontana
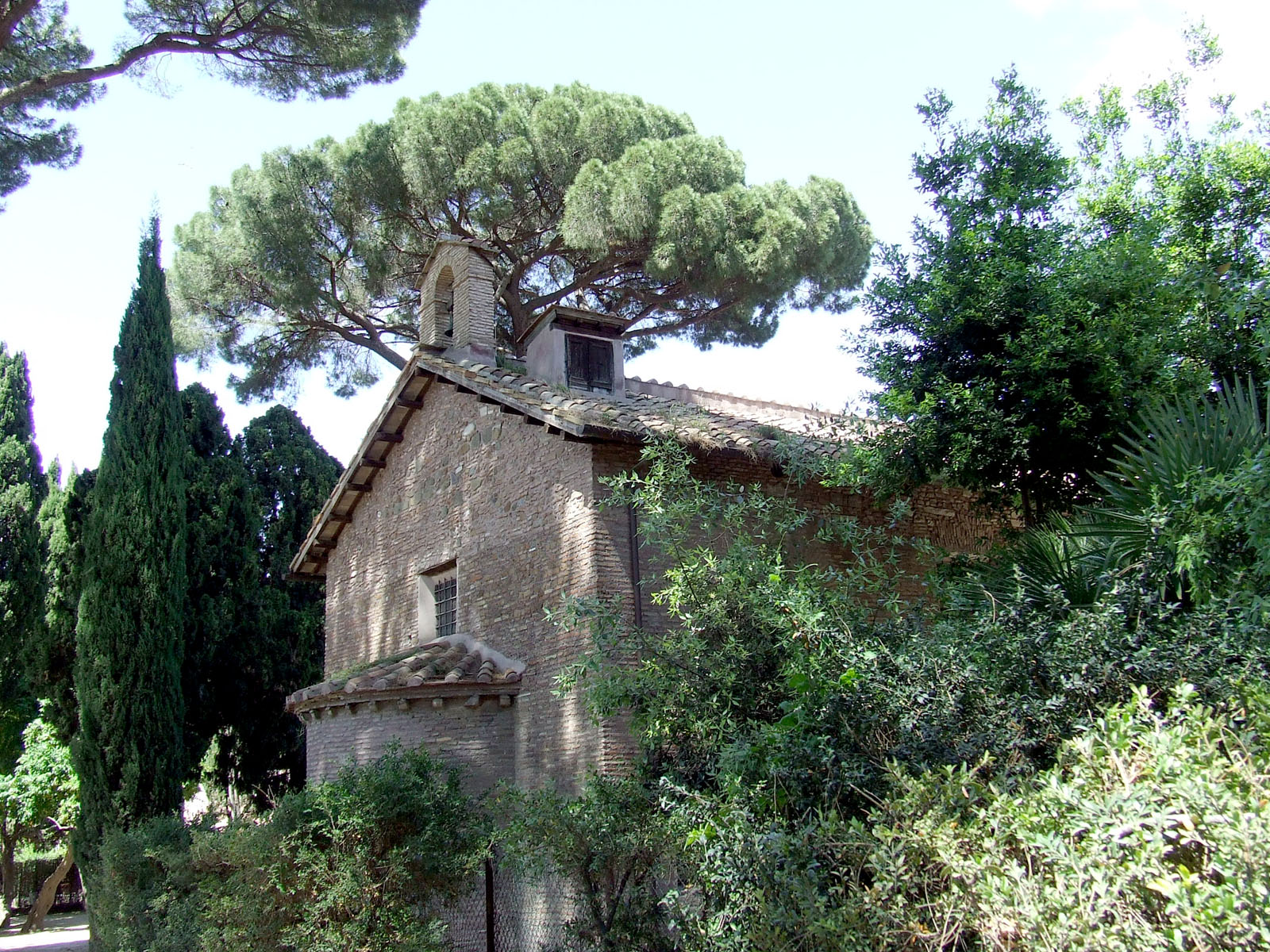
Arrière de l'église